# Hiệp hội Bệnh viện Mắt Thế giới
Hiệp hội Bệnh viện Mắt Thế giới (tiếng Anh: World Association of Eye Hospitals, tên viết tắt là WAEH) là một tổ chức quốc tế được thành lập vào năm 2007 tại Rotterdam, Hà Lan. WAEH là một mạng lưới các bệnh viện chuyên khoa mắt, nhằm mục tiêu thúc đẩy và nâng cao chất lượng chăm sóc nhãn khoa toàn cầu thông qua việc tăng cường tiếp cận xã hội và chia sẻ thông tin về chăm sóc mắt cùng với quản lý dịch vụ y tế liên quan.

## Thành viên sáng lập
- Bệnh viện Mắt Moorfields (Vương quốc Anh)[4]
- Bệnh viện Mắt Rotterdam (Hà Lan) [5]
- Trung tâm Mắt Quốc gia Singapore (Singapore)
- Bệnh viện Tai và Mắt Hoàng gia Victoria (Úc)
- Bệnh viện Mắt St. Erik (Thụy Điển)
- Bệnh viện Mắt Quốc Gia Tun Husein Onn (Malaysia)

## Thành viên
Hiện nay, WAEH có nhiều thành viên nổi bật trong lĩnh vực mắt tại các lục địa, bao gồm nhưng không giới hạn ở:

### Châu Á
- Bệnh viện mắt Aravind (Ấn Độ)

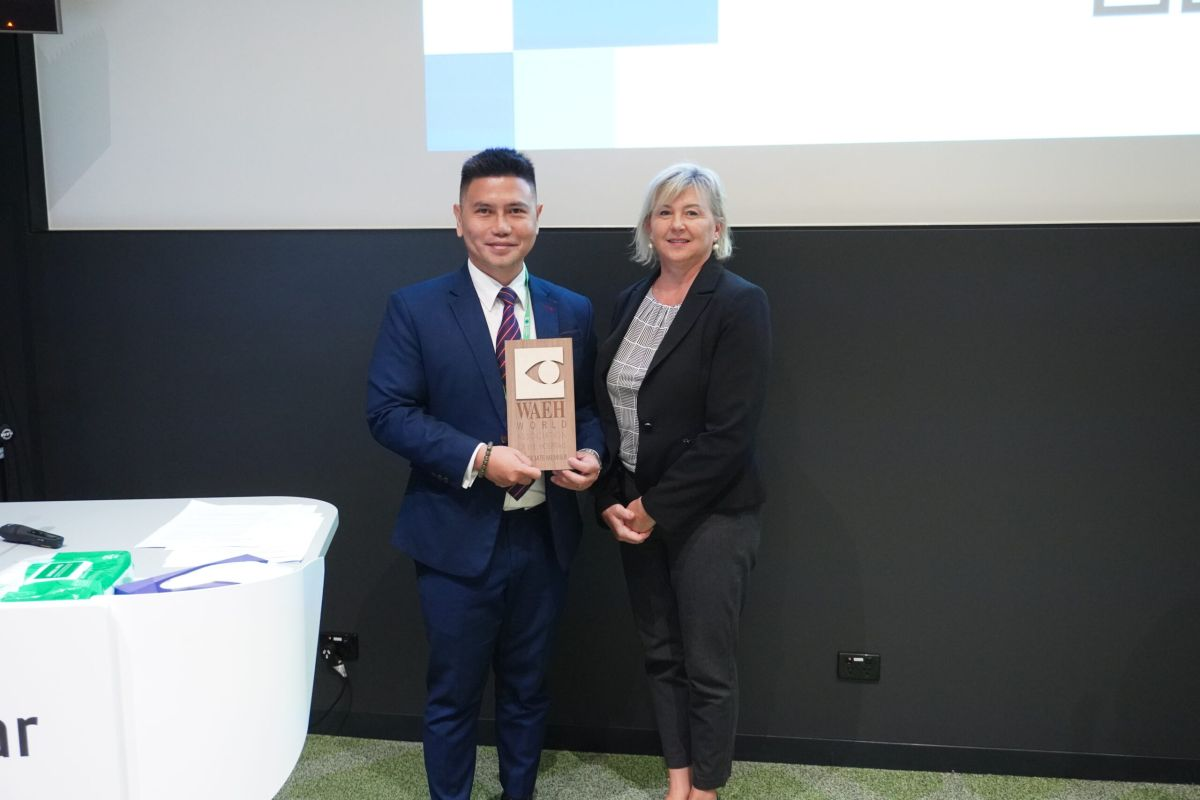
Tiến sĩ Bác sĩ Cathy Kowalewski, giám đốc bệnh viện Mắt Wilmer Eye, thuộc Đại học Johns Hopkins, trao chứng nhận cho thành viên Việt Nam đầu tiên, Bệnh viện Mắt Prima Sài Gòn

- Chuỗi bệnh viện Mắt Aier (Trung Quốc)
- Viện Mắt L. V. Prasad (Ấn Độ)
- Bệnh viện Mắt Prima Sài Gòn (Việt Nam)
- Bệnh viện Mắt Kim Eye (Hàn Quốc)
- Trung tâm Mắt Jakarta (Indonesia)
- Bệnh viện Mắt Rutnin (Thái Lan)
- Bệnh viện Mắt Zhongsan (Trung Quốc)
- Bệnh viện Tongren Bắc Kinh (Trung Quốc)
- Bệnh viện Mắt Shenyang Sinqi (Trung Quốc)

### Châu Âu
- Bệnh viện Mắt Adolphe de Rothschild (Pháp)
- Bệnh viện Mắt Quốc Gia Pháp (Pháp)
- Bệnh viện Mắt Tays (Phần Lan)
- Trung tâm Mắt Fondation Asile des Aveugles (Thụy Sỹ)
- Bệnh viện Mắt và Tai Mũi Họng Hoàng Gia (Ireland)
- Bệnh viện Mắt Sunderland (Vương Quốc Anh)
- Bệnh viện Mắt Fyodorov (Nga)
- Đại học Y Maastricht (Hà Lan)

### Bắc Mỹ
- Bệnh viện Tai Mũi Họng và Mắt Massachusetts (Hoa Kỳ)
- Bệnh viện Tai và Mắt New York (Hoa Kỳ)
- Viện Mắt Phillips (Hoa Kỳ)
- Bệnh viện Mắt Wills (Hoa Kỳ)
- Viện nhãn khoa Wilmer thuộc đại học Đại học Johns Hopkins (Hoa Kỳ)
- Bệnh viện Bay Orbis [7] (Hoa Kỳ)

### Trung Đông
- Bệnh viện Mắt King Khaled (Ả Rập Saudi)
- Bệnh viện Mắt Magrabi (Ả Rập Saudi)
- Bệnh viện Mắt St. John (Israel)
- Bệnh viện Mắt Dhahran (Ả Rập Saudi)
- Bệnh viện Mắt Beirut (Liban)

### Châu Đại Dương
- Bệnh viện Mắt Sydney (Australia)
- Bệnh viện Mắt Chatswood (Australia)
- Bệnh viện Mắt Aukland (New Zealand)
- Bệnh viện Đại Học Sunshine Coast, Queensland (Australia)

### Châu Phi
- Bệnh viện Mắt Kisii (Kenya)
- Bệnh viện Mắt Lusaka (Zambia)

### Mỹ Latin
- Bệnh viện Mắt Hoftalon (Brasil)
- Bệnh viện Mắt The Niteroi (Brasil)
- Chuỗi bệnh viện Mắt OPTY (Brasil)
- Bệnh viện Mắt Clinica Oftalmologica Pasteur (Chile)
- Bệnh viện Hospital da Visao de Pernambuco (Brasil)
- Viện Mắt Suel Abujamra Institute (Brasil)